# Blendschutzzaun

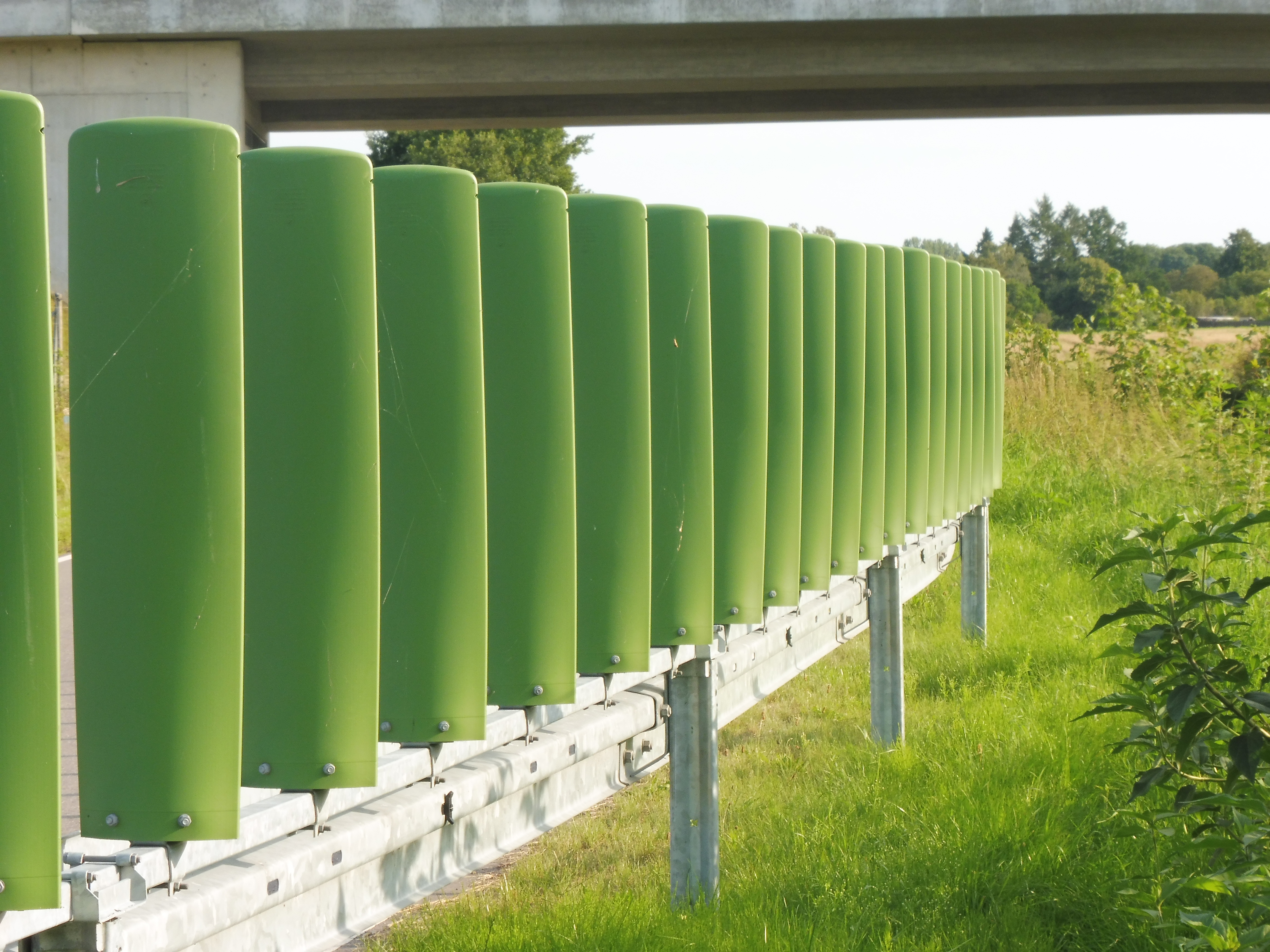
Blendschutz

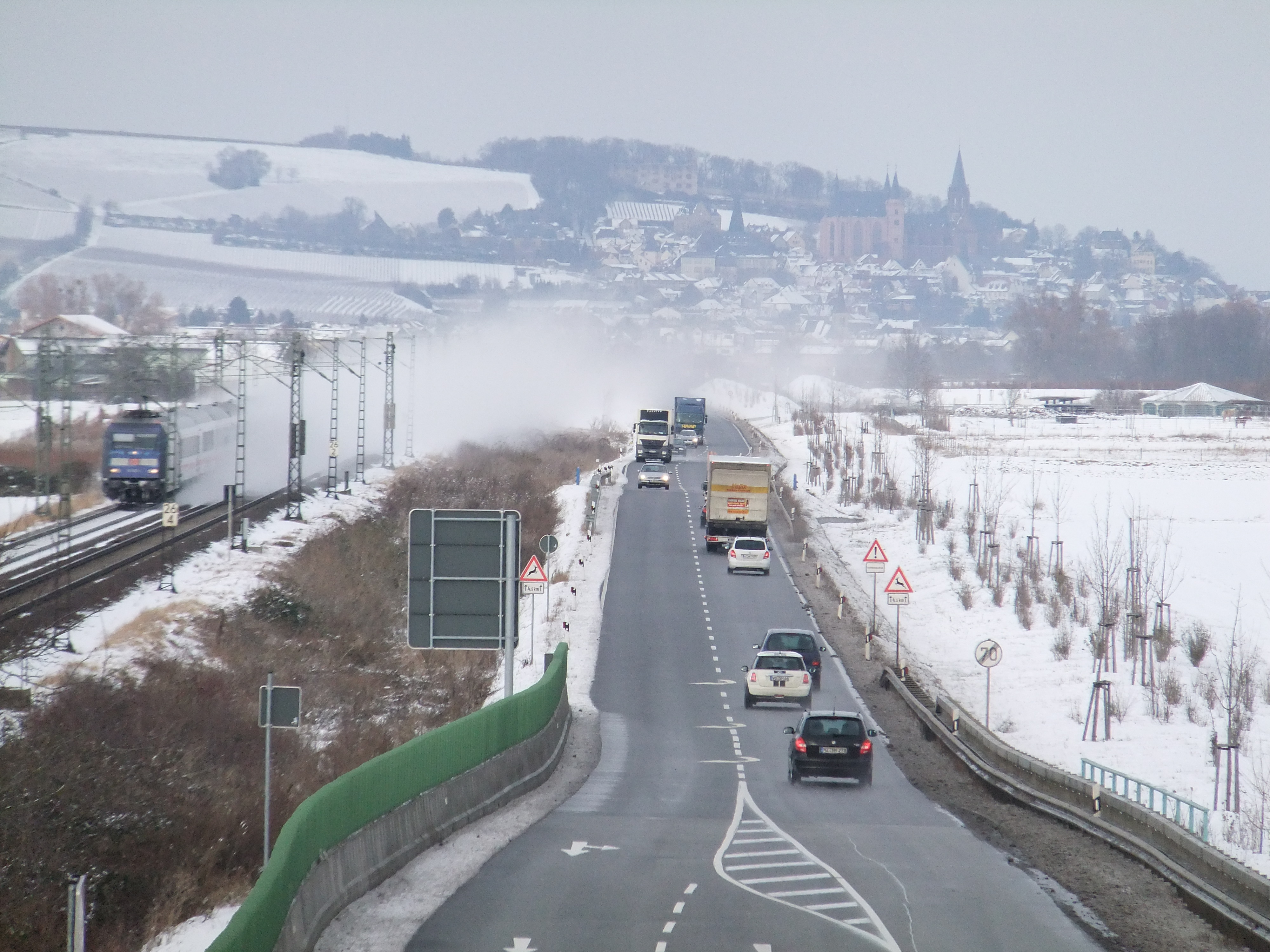
Blendschutzzaun zwischen Straßen- und Schienenverkehr

Ein Blendschutzzaun ist Teil der Straßenausstattung und dient dazu, die Blendung durch entgegenkommende Fahrzeuge im Straßenverkehr zu verringern oder zu verhindern. Eine Blendung kann das Sichtfeld der Fahrzeugführer zum Teil stark einschränken und führt damit zu einer Gefährdung der Verkehrsteilnehmer. Aus diesem Grund wurden bereits in den 1960er Jahren erste Versuche mit Blendschutzzäunen unternommen.
Blendschutzzäune bestehen in der Regel aus Kunststoff-Lamellen, die je nach Erfordernis eine Höhe zwischen 0,60 m und 1,20 m aufweisen. Die Montage erfolgt in kurzen Abständen üblicherweise auf Schutzplanken oder Betonschutzwänden.

## Verwendung
Blendschutzzäune werden aus Kostengründen nicht flächendeckend verwendet, sondern nur an Stellen, an denen die Blendgefahr besonders hoch ist, wie durch asymmetrisches Abblendlicht, wenn rechts von der Fahrbahn Gegenverkehr vorhanden ist. Typische Anwendungen sind:
- Mittelstreifen zwischen Richtungsfahrbahnen
- Parallel verlaufende Fahrbahnen, wie bei Autobahnkreuzen und Baustellen
- Parallelführung Schienenweg/Fahrbahn
- Ungünstige Geländeverhältnisse
- Brückenbauwerke
- Stark blendende Lichtquellen neben der Fahrbahn

## Normen und Standards
Deutschland
12676-1  DIN EN 12676-1: Blendschutzzäune für Straßen Teil 1: Anforderungen und Eigenschaften
12676-2  DIN EN 12676-2: Blendschutzsysteme für Straßen Teil 2: Prüfverfahren
Österreich
5. Juni 2010 Blendschutz
Schweiz
SN 640 558-1 Blendschutzzäune für Strassen – Teil 1: Anforderungen und Eigenschaften
SN 640 558-2 Blendschutzsysteme für Strassen – Teil 2: Prüfverfahren